# Țara Amlașului

Feuda Amlașului, cu cele șapte sate componente (în stânga imaginii)

Țara Amlașului, cu centrul politic la Amnaș (mai demult Amlaș, în maghiară Omlás), a fost un teritoriu cu rang de ducat, situat în depresiunea Săliște și în regiunile învecinate din sudul Transilvaniei.
Cu o suprafață de circa 120 km², Țara Amlașului avea în compunere mai multe sate: Aciliu, Amnaș, Cacova Sibiului, Galeș, Orlat, Săcel, Săliște, Sibiel și Tilișca.
Regii Ungariei acordau, în mod tradițional, Țara Amlașului, de regulă împreună cu Țara Făgărașului, ca feudă domnilor din Țara Românească. Din acest motiv domnii munteni purtau și titlul de herțeg (duce). 
Prima atestare documentară a Amlașului este din 1309, când parohul Alhelmus de Amlaș s-a numărat între reclamanții unui proces contra capitlului Episcopiei de Alba Iulia, proces care a avut drept obiect dijmele bisericești (taxa de zeciuială). În anul 1383 regele Ungariei a donat feuda Amlașului episcopului Goblinus. Împotriva donației respective au protestat fără succes moștenitorii conților de Tălmaciu.
La 1387 voievodul muntean Mircea cel Bătrân se intitulează „herțeg de Amlaș și Făgăraș”. La 1428 feuda Amlașului este în folosința voievodului Dan al II-lea. La 1452 voievodul Vladislav al II-lea se plânge că Ioan de Hunedoara ar vrea să-i ia Amlașul și Făgărașul. În anul 1460 voievodul Vlad Țepeș a întreprins o acțiune de pedepsire în feuda Amlașului, după ce vătafii locului l-au susțiut pe Dan al III-lea, rivalul său.
În anul 1469, după ce Țara Românească a intrat în sfera de influență a Imperiului Otoman, regele Ungariei Matia Corvin a emis o diplomă prin care a inclus Țara Amlașului în Scaunul Săsesc al Sibiului.
Între anii 1478-1483 feuda Amlașului s-a aflat în folosința boierului Udriște.
În anul 1483 regele Matia Corvinul reinclude feuda Amlașului în Scaunul Sibiului. Din 1483 Amlașul plătește taxele împreună cu Scaunul Sibiului.

## Literatură
- Ion Horațiu Pavel, Țara Amlașului. Studiu de geografie regională, 341 pagini, Editura Presa Universitară Clujeană, 2012, ISBN: 9789735953607[8]